# Fédération papouane-néo-guinéenne de football

La Fédération papouane-néo-guinéen de football (Papua New Guinea Football Association (en) PNGFA) est une association regroupant les clubs de football de Papouasie-Nouvelle-Guinée et organisant les compétitions nationales et les matchs internationaux de la sélection de Papouasie-Nouvelle-Guinée.
La fédération nationale de Papouasie-Nouvelle-Guinée est fondée en 1962. Elle est affiliée à la FIFA depuis 1963 et est membre de l'OFC depuis 1966 également.